# Hluboké Dvory
Hluboké Dvory település Csehországban, a Brno-vidéki járásban. Hluboké Dvory Skalička, Unín, Újezd u Černé Hory, Lubě és Všechovice településekkel határos. Lakosainak száma 98 fő (2024. január 1.).

## Népesség
A település lakosságának változását az alábbi diagram mutatja:
| Lakosok száma | 220  | 217  | 212  | 161  | 111  | 69   | 86   | 87   | 90   | 98   |
|               | 1869 | 1890 | 1921 | 1950 | 1980 | 2001 | 2017 | 2019 | 2022 | 2024 |